# Kurilohadalia brevis
Kurilohadalia brevis é uma espécie de gastrópode do gênero Kurilohadalia, pertencente a família Pseudomelatomidae.